# Fedorovka (ort i Kazakstan, Västkazakstan)
Fedorovka (ryska: Федоровка) är en ort i Kazakstan.   Den ligger i oblystet Västkazakstan, i den västra delen av landet, 1 400 km väster om huvudstaden Astana. Fedorovka ligger 78 meter över havet och antalet invånare är 5 338.
Terrängen runt Fedorovka är platt. Runt Fedorovka är det mycket glesbefolkat, med 7 invånare per kvadratkilometer. Det finns inga andra samhällen i närheten. Trakten runt Fedorovka består i huvudsak av gräsmarker.